# Борске бележнице
Борске бележнице, позната и као Бележница или Авала 5 (мађ. Bori notesz) је збирка песама коју је мађарски песник Миклош Радноти написао током свог боравка на принудном раду у рудницима бакра у Бору, у окупираној Србији 1944. године. Ово дело представља један од најзначајнијих сведока Холокауста и Другог светског рата, обухватајући песме које сведоче о патњама, људској издржљивости и тежњи за животом у тешким условима.

## Историјска позадина
Миклош Радноти је као Јеврејин био мобилисан у ненаоружани радни батаљон мађарске војске. Током 1944. године послат је у руднике бакра у Бору, где су услови рада били изузетно тешки. Иако исцрпљен од физичког рада и глади, Радноти је наставио да пише песме које су касније објављене у оквиру збирке Борске бележнице.
Борске бележнице су написане 1944. године и садржи Раднотијеве последње песме. Бележница је пронађена 23. јуна 1946. године, током ексхумације масовне гробнице у месту Абда, у којој је пронађено 22 тела, међу којима и Раднотијево. Бележница, исписана оловком, била је у џепу леша евидентираног под бројем 12. Црна бележница насловљена је именом Авала 5.
На првој страници бележнице, на пет језика, налазио се следећи натпис:
Ovaj notes sadrži pesme mađarskog pesnika Radnóti Miklósa.
On moli nalaznika, da isti pošalje na adresu sveučilišnog
profesora Ortutay Gyula, Budapest, Horánszky u 1. I.— 
Током ексхумације, бележница је била у таквом стању да оригинални текстови песама нису могли бити потпуно реконструисани само на основу ње. Међутим, Радноти је преписао неке од својих песама на засебне листове које је предао сапатницима у Бору, укључујући и социологу Шандору Салаију.
Шандор Салаи се почетком 1945. године вратио у Мађарску из ропства у Борским рудницима бакра и предао је Раднотијеве песме др Јулији Ортутаију. Верујући да је Радноти преживео, његови пријатељи и породица су с надом чекали његов повратак. Међутим, у августу 1946. године, у новинама Új Élet објављен је позив породицама жртава из масовне гробнице у Абди, у којем се на 12. месту налазило Раднотијево име. Ова вест је окончала њихову наду.
Песме из бележнице су касније објављене као збирка, а њихова дубока емотивна снага и сведочанство о страдању током Холокауста учиниле су је важним документом историје и књижевности.

## Тема и значај
Борске бележнице садржи песме испуњене мотивима патње, љубави, губитка и наде. Песме попут Седме еклоге, Принудног марша и Слике разгледнице 1–4 представљају Раднотијев одговор на ужасе рата и принудног рада. Његов стил је спој класичног и модерног израза, чинећи збирку јединственим уметничким делом.
Борске бележнице се данас сматра класиком светске књижевности и једним од најпотреснијих сведочанстава Холокауста.

### Списак песама
- Седма еклога
- Писмо жени
- Корен
- À la recherche…
- Осма еклога
- Разгледница
- Усиљени марш
- Разгледница 2
- Разгледница 3
- Разгледница 4[4]

Народна библиотека Бор је 2019. године издала истоимену књигу која поред оригиналне Раднотијеве поезије садржи и текст Зорана Пауновића, као и 14 табли стрипа Александра Зографа.

## Спољашње странице
- Дигитализовани рукопис Борске бележнице
- „Borske beležnice”. www.jevrejskadigitalnabiblioteka.rs.